# Élections législatives algériennes de 1991
Les élections législatives algériennes de 1991 sont organisées dans le cadre du processus de démocratisation, par le président Chadli Bendjedid, à la suite notamment des événements d'octobre 1988. La hausse du prix de la vie et le chômage provoquent à l'époque d'importantes émeutes dans les villes algériennes, que l'ANP a durement réprimées (plus de 200 morts). Le président fait adopter l'année suivante, par référendum, une nouvelle constitution algérienne instaurant un régime parlementaire et respectant davantage les droits fondamentaux. Dès l’adoption de la nouvelle Constitution, il est prévu que durant le mandat de Chadli Bendjedid qui s’achève fin 1993, des élections communales, législatives et présidentielles auront lieu.
De nouveaux partis politiques et de nouvelles associations voient le jour pendant la période de démocratisation que connaît l’Algérie. Le Front islamique du salut est légalisé le 10 mars 1989.
Les élections communales, premières élections libres dans l’histoire algérienne, sont organisées le 12 juin 1990. Elles sont massivement remportées par le FIS (57 % des voix) qui fait alors pression dans les villes qu'il contrôle pour l'instauration de règles islamiques (fin de la mixité, fermetures des débits d'alcool, obligation du port du voile). De nombreux actes de violences sont perpétrés sur ceux qui refusent de respecter les règles édictées par le FIS.
Les élections législatives de décembre 1991 sont organisées au scrutin majoritaire à deux tours. Elles se présentent dès l'issue du premier tour comme une victoire pour le FIS qui a obtenu près de 48 % de suffrages, soit un petit tiers des voix des citoyens ayant le droit de voter. Sur les 430 sièges à pourvoir, 231 sont attribués dès le premier tour ; 199 restent à attribuer entre les deux candidats restant en lices. 
Ces premiers résultats indiquent que le Front islamique du salut est en position favorable pour remporter les 2/3 des sièges, lui ouvrant la possibilité de modifier la constitution algérienne et mettant fin au règne du Front de libération nationale, parti unique depuis près de trente ans. Arguant du risque que représente le FIS, convaincu de vouloir instaurer un califat islamiste en Algérie, les généraux de l'ANP organisent un coup d’État et s'emparent du pouvoir le 11 janvier 1992. L'armée est déployée à Alger et dans la plupart des grandes villes du pays. L’état d'urgence est instauré, le parlement dissous. Les élections législatives sont annulées. Le second tour n'aura jamais lieu.
Le Haut Comité d'État (HCE), à la suite de la démission du président de la république Chadli Bendjedid, prend la direction du pays. Une violente répression s’abat sur le FIS qui a tenté d'instaurer une république islamique en Algérie. Le pays va connaître près de dix ans de guerre civile entre forces de l'État et groupes armés islamistes.

## Contexte

### Contexte politique
Depuis la fin de la guerre d'Algérie (1954-1962), le FLN (Front de libération nationale) est le seul parti autorisé, comme le proclame la première constitution du pays en 1963. Ainsi, l'article 24 indique que « Le Front de Libération Nationale définit la politique de la Nation et inspire l’action de l’Etat. Il contrôle l’action de l’Assemblée nationale et du Gouvernement. ». Dans le système en vigueur jusqu'aux élections législatives de 1991, « c'est le parti qui désigne le candidat à la Présidence et les candidats sur les listes uniques de députés. ». Michel Hubert parle même d'un FLN « centre de la Constitution ».
Selon, Clément Henry Moore, le système du parti unique décline progressivement, principalement en raison de l'affaiblissement de sa légitimité, observable dans tous les pays du monde arabe qui ont adopté ce modèle politique. Cette légitimité, du fait de la "guerre de libération nationale", comme l'appellent les Algériens, repose énormément sur l'armée, l'ANP (Armée nationale populaire) qui a succédé à l'ALN (Armée de libération nationale).
Ces considérations, conjuguées aux problèmes économiques, vont être mis en avant par les Algériens et surtout la jeunesse algérienne lors des émeutes d'octobre 1988. D'après Benjamin Stora, « les revendications portent sur la nécessité de réformes profondes du système politique, la fin du parti unique, la garantie des libertés démocratiques ».
Après ces événements, le régime algérien s'ouvre peu à peu à des fonctionnements démocratiques, sous l'impulsion du Premier ministre, Mouloud Hamrouche et du président de la République, Chadli Bendjedid. Les élections municipales de 1990 sont le premier grand test pour cette nouvelle architecture institutionnelle que tente d'instaurer l'exécutif, écoutant ainsi, les aspirations populaires. Elles voient la victoire du parti islamiste FIS (Front Islamique du Salut) qui remporte non seulement les élections au niveau national, mais également la très symbolique capitale, Alger.
|     | Voix      | %     |
| --- | --------- | ----- |
| FIS | 4 331 472 | 54,25 |
| FLN | 2 245 798 | 28,13 |

Le taux de participation est très important, 62,18 % des inscrits, ce qui conforte l'assise populaire du parti islamiste, déterminante dans la compréhension des événements de la "décennie noire" (1991-2002).
Mais, il faut noter que les deux principaux partis perdent de nombreuses voix, près de 1,1 million pour le FIS.

#### L'Algérie se dote d'une nouvelle constitution
Pour acter cette transition, une nouvelle Constitution est rédigée en 1989. Elle présente des différences par rapport à la Constitution de 1976,.
En effet, la nouvelle Constitution prévoit :
- Une responsabilité du chef du gouvernement devant l'Assemblée populaire nationale, qui auparavant était uniquement responsable devant le Président de la République. Un régime plus parlementaire, mais avec un président encore puissant qui s'inspire largement de la Ve République.
- La disparition du terme "socialiste".
- L'introduction d'une vraie séparation des pouvoirs dans les différents titres, "Du pouvoir exécutif", "Du pouvoir législatif" et "Du pouvoir judiciaire" contre de simples "fonctions"  dans la Constitution de 1976.
- La fin du parti unique et l'introduction du multipartisme pour la première fois.
- Une affirmation plus franche du libéralisme économique.

### Contexte économique et social
L'Algérie doit faire face à une grave crise économique, due à de multiples facteurs tant structurels que conjoncturels. Mais le principal facteur est la chute vertigineuse des ressources pétrolières en un laps de temps très rapide. Entre 1985 et 1986, les recettes « passent de près de 10 milliards de $ en 1985 à un peu plus de 5 en 1986 ». Dès lors, la dette extérieure s'envole, passant de 47,9 % du PIB, en 1990, à 65,3 % du PIB, en 1991.
Le programme du gouvernement Bendjedid va consister en une large libéralisation de l'économie algérienne, dans une société où le poids de l'Etat est très important, caractéristique héritée des idées socialistes du parti unique.
Mais cette "perestroïka" algérienne, ne donne pas les effets escomptés puisqu'on observe une hausse généralisée des prix, qui favorise les événements d'octobre 1988.
Sans oublier les basculements qui ont cours dans le monde à cette époque et qui ont affecté l'économie mondiale : la chute du bloc communiste ou la Guerre du Golfe en 1991.

## La campagne

### Les forces politiques en présence
Il faut constater dans un premier temps une inflation très importante des partis politiques algériens puisqu'il y en a vingt et un officiellement reconnus. Fawzi Rouzeik remarque qu'il existe quatre différents types de partis :
1. Ceux qui existaient durant le parti unique et qui sont légalisés, par exemple le FFS (Front des forces socialistes) de Ait-Ahmed, et qui appelle finalement au boycott[10].
2. Des nouveaux partis, principalement le FIS d'Abassi Madani ou le RCD (Rassemblement pour la culture et la démocratie) de Saïd Saadi. Ils "sont les continuateurs d'une lutte engagée antérieurement. Ils disposent d'une base populaire, d'une solide structure et de relais à travers le territoire national"[9]
3. Les partis marginalisés, qui ne disposent pas des attributs des précédents.
4. Le "parti-Etat" : le FLN

| Parti | Parti | Idéologie                                                                                 | Chef de file        | Résultats en 1987          |
| ----- | --- | ----------------------------------------------------------------------------------------- | ------------------- | -------------------------- |
|       | Front de libération nationale (Algérie) جبهة التحرير الوطني Tirni n Weslelli Aɣelnaw                       | Centre gauche Social-démocratie, Social-libéralisme, Troisième voie                       | Mouloud Hamrouche   | 100 % des voix 295 députés |
|       | Front des forces socialistes جبهة القوى الاشتراكية Tirni n Iɣallen Inelmayen                               | Gauche Socialisme démocratique                                                            | Hocine Ait Ahmed    | Nouveau                    |
|       | Front islamique du salut الجبهة الإسلامية للإنقاذ Tirni Tameslemt n Linqad                                 | Extrême droite Islamisme                                                                  | Abdelkader Hachani  | Nouveau                    |
|       | Parti des travailleurs حزب العمال Akabar n Yixeddamen                                                      | Extrême gauche Internationalisme, Marxisme, Trotskisme, Socialisme, Communisme, Féminisme | Mustafa Ben Mohamed | Nouveau                    |
|       | Rassemblement pour la culture et la démocratie التجمع من اجل الثقافة و الديمقراطية Agraw n Yidles d Tugdet | Centre gauche Social-libéralisme, Social-démocratie, Berbérisme, Algérianisme, Laïcité    | Mohcine Belabbas    | Nouveau                    |

### La campagne du FIS

#### Les idées
La rédaction du programme s'est faite en commun, avec un spécialiste pour chaque secteur, agriculture, économie... Mais la thématique fondamentale est la place de l'Islam dans la société algérienne, jugée "décadente" par les membres du FIS : "Sont ainsi dénoncées la « dépravation », la « mixité [comme] indice alarmant du déclin moral » ou encore les « manifestations [culturelles] bouffonnes et irrévérencieuses", comme les concerts, la crise des valeurs dont ces différents signes témoigneraient ne pouvant être résolue que « [dans] le cadre d’un sincère retour à l’islam ».

#### La diffusion des idées
On remarque la constitution d'un immense réseaux fait de connaissances, famille, voisins, collègues, etc. qui facilite et participe énormément à la progression du FIS. Ainsi, ils peuvent être nommés "réseaux préconstitués". Il y a un centre névralgique qui influence ces différents "réseaux constitutifs". Ce cœur qui regroupe les principaux chefs est le Madjliss Echoura, composé d'Ali Benhadj, Hachemi Sahnouni, Abassi Madani, Saïd Guechi, Abdelbaki Sahraoui, Kamel Guemazi.
Le répertoire d'action est divers : manifestations, meetings ou encore prêches dans les mosquées comme l'affirme un ancien membre, K. Guemazi : « Pendant des années, on a fait des prêches où l’on dénonçait le pouvoir, où l’on demandait la liberté d’expression. (…) On a même été arrêtés pour cela. (…) Il fallait franchir une étape, faire de la politique de façon libre pour être plus forts et efficaces. (…) Avant octobre 1988, on critiquait tout le temps Chadli dans nos prêches. On faisait donc de la politique même avant. Mais le grand changement a résidé dans le fait de faire de la politique de façon organisée et légale, dans un parti politique ». Or d'après la circulaire établie par le ministère de l'Intérieur, les discours politiques dans les mosquées et dans les écoles étaient formellement prohibés.
Les médias télévisuels et radiophoniques ont aussi été un moyen efficace pour les islamistes de communiquer leurs idées aux électeurs. Enfin, le parti éditait son propre journal El-Mounkid face à la presse "traditionnelle".
Lors de son dernier grand meeting, le FIS sa capacité à mobiliser les foules et son assise populaire puisqu'il parvient à réunir près de 120 000 personnes dans une enceinte sportive à Alger.

### La campagne du FLN
Le FLN est vu par la population algérienne comme le principal responsable de la crise économique qui touche le pays dans la décennie 80. Le parti ne peut plus compter sur un soutien franc et massif de l'appareil militaire, « depuis qu'elle s'est retirée du Comité central du F.L.N. en mars 1989, [elle se place] ainsi au-dessus des luttes partisanes pour veiller à la Constitution, a semblé observer, sans interférer, le déroulement chaotique de la démocratisation. » .
Le parti semble opter pour une division en deux blocs de la vie politique, une stratégie que l'on pourrait appeler "front contre front" qui installe, de fait, le FIS comme principale force d'opposition.

## Résultats

### Nationaux
|                           |                                                        |              |              |              |                    |                    |                    |  |  |  |  |  |  |  |
| Partis                    | Partis                                                 | Premier tour | Premier tour | Premier tour | Second tour        | Second tour        | Second tour        |  |  |  |  |  |  |  |
| Partis                    | Partis                                                 | Voix         | %            | Sièges       | Voix               | %                  | Sièges             |  |  |  |  |  |  |  |
|                           | Front islamique du salut                               | 3 260 222    | 47,27        | 188          | Second tour annulé | Second tour annulé | Second tour annulé |  |  |  |  |  |  |  |
|                           | Front de libération nationale                          | 1 612 947    | 23,38        | 16           | Second tour annulé | Second tour annulé | Second tour annulé |  |  |  |  |  |  |  |
|                           | Front des forces socialistes                           | 510 661      | 7,40         | 25           | Second tour annulé | Second tour annulé | Second tour annulé |  |  |  |  |  |  |  |
|                           | Mouvement de la société islamique                      | 368 697      | 5,35         | 0            | Second tour annulé | Second tour annulé | Second tour annulé |  |  |  |  |  |  |  |
|                           | Rassemblement pour la culture et la démocratie         | 200 267      | 2,90         | 0            | Second tour annulé | Second tour annulé | Second tour annulé |  |  |  |  |  |  |  |
|                           | Mouvement de la renaissance islamique                  | 150 093      | 2,18         | 0            | Second tour annulé | Second tour annulé | Second tour annulé |  |  |  |  |  |  |  |
|                           | Mouvement pour la démocratie en Algérie                | 135 882      | 1,97         | 0            | Second tour annulé | Second tour annulé | Second tour annulé |  |  |  |  |  |  |  |
|                           | Parti du renouveau algérien                            | 67 828       | 0,98         | 0            | Second tour annulé | Second tour annulé | Second tour annulé |  |  |  |  |  |  |  |
|                           | Parti national pour la solidarité et le développement  | 48 208       | 0,70         | 0            | Second tour annulé | Second tour annulé | Second tour annulé |  |  |  |  |  |  |  |
|                           | Parti social démocrate                                 | 28 638       | 0,42         | 0            | Second tour annulé | Second tour annulé | Second tour annulé |  |  |  |  |  |  |  |
|                           | Mouvement algérien pour la justice et le développement | 27 623       | 0,40         | 0            | Second tour annulé | Second tour annulé | Second tour annulé |  |  |  |  |  |  |  |
|                           | Autres partis                                          | 176 332      | 2,56         | 0            | Second tour annulé | Second tour annulé | Second tour annulé |  |  |  |  |  |  |  |
|                           | Indépendants                                           | 309 264      | 4,48         | 3            | Second tour annulé | Second tour annulé | Second tour annulé |  |  |  |  |  |  |  |
|                           |                                                        |              |              |              |                    |                    |                    |  |  |  |  |  |  |  |
| Votes valides             | Votes valides                                          | 6 897 719    | 88,18        |              |                    |                    |                    |  |  |  |  |  |  |  |
| Votes blancs et invalides | Votes blancs et invalides                              | 924 906      | 11,82        |              |                    |                    |                    |  |  |  |  |  |  |  |
| Total                     | Total                                                  | 7 822 625    | 100          | 232          |                    |                    | 198                |  |  |  |  |  |  |  |
| Abstentions               | Abstentions                                            | 5 435 929    | 41,00        |              |                    |                    |                    |  |  |  |  |  |  |  |
| Inscrits / participation  | Inscrits / participation                               | 13 258 554   | 59,00        |              |                    |                    |                    |  |  |  |  |  |  |  |

### Par départements (wilayas)
| Wilaya             | Total des sièges | FIS | FFS | FLN | INDEP | 2e tour |                                                                                         |
| ------------------ | ---------------- | --- | --- | --- | ----- | ------- | --------------------------------------------------------------------------------------- |
| Adrar              | 9                | 0   | 0   | 3   | 0     | 6       | 5x (FIS vs FLN) & 1x (FIS vs IND)                                                       |
| Aïn-Defla          | 9                | 8   | 0   | 0   | 0     | 1       | 1x (FIS vs FLN)                                                                         |
| Aïn Témouchent     | 10               | 0   | 0   | 0   | 0     | 5       | 5x (FIS vs FLN)                                                                         |
| Alger              | 22               | 16  | 0   | 0   | 0     | 6       | 5x (FIS vs FFS) & 1x (FIS vs MSP)                                                       |
| Annaba             | 7                | 0   | 0   | 0   | 0     | 7       | 7x (FIS vs FLN)                                                                         |
| Batna              | 14               | 8   | 0   | 0   | 0     | 6       | 6x (FIS vs FLN)                                                                         |
| Bechar             | 8                | 0   | 0   | 0   | 0     | 8       | 8x (FIS vs FLN)                                                                         |
| Bejaia             | 12               | 0   | 11  | 0   | 0     | 1       | 1x (FIS vs FLN)                                                                         |
| Biskra             | 10               | 4   | 0   | 0   | 0     | 6       | 6x (FIS vs FLN)                                                                         |
| Blida              | 11               | 9   | 0   | 0   | 0     | 3       | 3x (FIS vs FLN)                                                                         |
| Bordj-Bou-Arreridj | 8                | 4   | 0   | 0   | 0     | 4       | 4x (FIS vs FLN)                                                                         |
| Bouira             | 9                | 6   | 1   | 0   | 0     | 2       | 1x (FIS vs FFS) & 1x (FFS vs RCD)                                                       |
| Boumerdes          | 11               | 6   | 0   | 0   | 0     | 5       | 4x (FIS vs FFS) & 1x (FIS vs FLN)                                                       |
| Chlef              | 11               | 9   | 0   | 0   | 0     | 2       | 2x (FIS vs FLN)                                                                         |
| Constantine        | 10               | 8   | 0   | 0   | 0     | 2       | 2x (FIS vs FLN)                                                                         |
| Djelfa             | 9                | 5   | 0   | 0   | 0     | 4       | 4x (FIS vs FLN)                                                                         |
| El-Bayadh          | 5                | 0   | 0   | 0   | 0     | 5       | 4x (FIS vs FLN) & 1x (FLN vs IND)                                                       |
| El-Taref           | 5                | 0   | 0   | 1   | 0     | 4       | 4x (FIS vs FLN)                                                                         |
| El-Oued            | 8                | 3   | 0   | 1   | 0     | 4       | 2x (FIS vs FLN) & 1x (FIS vs MSP) & 1x (FIS vs PSD)                                     |
| Ghardaia           | 9                | 1   | 0   | 1   | 3     | 4       | 2x (FIS vs FLN) & 2x (FIS vs IND)                                                       |
| Guelma             | 6                | 0   | 0   | 0   | 0     | 6       | 6x (FIS vs FLN)                                                                         |
| Illizi             | 3                | 0   | 0   | 3   | 0     | 0       | -                                                                                       |
| Jijel              | 8                | 7   | 0   | 0   | 0     | 1       | 1x (FIS vs FLN)                                                                         |
| Khenchela          | 5                | 0   | 0   | 1   | 0     | 4       | 3x (FIS vs FLN) & 1x (FIS vs MNI)                                                       |
| Laghouat           | 5                | 1   | 0   | 1   | 0     | 3       | 3x (FIS vs FLN)                                                                         |
| Mascara            | 10               | 7   | 0   | 0   | 0     | 3       | 3x (FIS vs FLN)                                                                         |
| Médéa              | 11               | 9   | 0   | 0   | 0     | 3       | 3x (FIS vs FLN)                                                                         |
| Mila               | 9                | 8   | 0   | 0   | 0     | 1       | 1x (FIS vs FLN)                                                                         |
| Mostaganem         | 8                | 1   | 0   | 0   | 0     | 7       | 7x (FIS vs FLN)                                                                         |
| M'Sila             | 10               | 9   | 0   | 1   | 0     | 0       | 1x (FIS vs FLN)                                                                         |
| Naâma              | 3                | 1   | 0   | 0   | 0     | 2       | 2x (FIS vs FLN)                                                                         |
| Oran               | 15               | 11  | 0   | 0   | 0     | 3       | 3x (FIS vs FLN)                                                                         |
| Ouargla            | 11               | 4   | 0   | 0   | 0     | 7       | 7x (FIS vs FLN)                                                                         |
| Oum-El-Bouaghi     | 8                | 4   | 0   | 0   | 0     | 4       | 4x (FIS vs FLN)                                                                         |
| Relizane           | 9                | 8   | 0   | 0   | 0     | 1       | 1x (FIS vs FLN)                                                                         |
| Saida              | 4                | 1   | 0   | 1   | 0     | 2       | 2x (FIS vs FLN)                                                                         |
| Setif              | 18               | 13  | 1   | 0   | 0     | 4       | 2 x(FIS vs FLN) & 2x (FIS vs FFS)                                                       |
| Sidi Bel Abbes     | 8                | 2   | 0   | 0   | 0     | 6       | 6x (FIS vs FLN)                                                                         |
| Skikda             | 10               | 1   | 0   | 0   | 0     | 9       | 9x (FIS vs FLN)                                                                         |
| Souk Ahras         | 6                | 0   | 0   | 0   | 0     | 6       | 6x (FIS vs IND)                                                                         |
| Tamanrasset        | 5                | 0   | 0   | 2   | 0     | 3       | 1x (FIS vs FLS) & 1x (FLN vs MSP) & 1x (FLN vs PRA)                                     |
| Tebessa            | 8                | 0   | 0   | 0   | 0     | 8       | 4x (FIS vs FLN) & 1x (FLN vs MSP) & 1x (FIS vs MSP) & 1x (FLN vs MNI) & 1x (FLN vs IND) |
| Tiaret             | 10               | 4   | 0   | 0   | 0     | 6       | 6x (FIS vs FLN)                                                                         |
| Tindouf            | 2                | 0   | 0   | 0   | 0     | 2       | 1x (FIS vs IND) & 1x (FLN vs FFS)                                                       |
| Tipaza             | 10               | 3   | 0   | 0   | 0     | 7       | 1x (FIS vs FLN) & 1x (FIS vs FFS)                                                       |
| Tissemsilt         | 5                | 0   | 0   | 0   | 0     | 5       | 5x (FIS vs IND)                                                                         |
| Tizi Ouzou         | 16               | 0   | 12  | 0   | 0     | 4       | 4x (FFS vs RCD)                                                                         |
| Tlemcen            | 13               | 7   | 0   | 1   | 0     | 5       | 5x (FIS vs FLN)                                                                         |

## Conséquences
Après la publication des résultats et la majorité absolue qui se dégageait pour le FIS, le processus électoral est arrêté et le pays repris en main par les militaires, les janviéristes, qui poussent Chadli Bendjedid à la démission le 11 janvier 1992. Certains, comme Hocine Ait Ahmed s'opposent à l'arrêt du processus.
À la suite de cela, une direction collégiale est assurée par l'ancien combattant Mohamed Boudiaf qui résidait au Maroc. Le pays s'enfonce ensuite lentement dans la guerre civile, entre d'une part le gouvernement FLN, qui ne veut pas d'une dictature islamiste, et d’autre part les islamistes se sentant lésés.